# ملكة جمال الولايات المتحدة الأمريكية 1966
ملكة جمال الولايات المتحدة الأمريكية 1966 (بالإنجليزية: Miss USA 1966)‏ هي النسخة الخامسة عشرة من مسابقة ملكة جمال الولايات المتحدة الأمريكية منذ انطلاقتها عام 1952، تم بث المسابقة في 21 مايو 1966 على الهواء مباشرة من ميامي بيتش، فلوريدا، وفازت بالمسابقة ماريا ريميني من كاليفورنيا ، وتوجت بالملكة المنتهية ولايتها سو داوني من ولاية أوهايو. كانت ريميني ثاني امرأة من كاليفورنيا تفوز بلقب ملكة جمال الولايات المتحدة الأمريكية ، وذهبت إلى المركز الخامس عشر في مسابقة ملكة جمال الكون عام 1966.
لم ترسل أيداهو وداكوتا الجنوبية أي مندوبة في مسابقة عام 1966، مما يجعلها آخر مسابقة ملكة جمال الولايات المتحدة الأمريكية التي لم يتم تمثيل جميع الولايات فيها، كانت المسابقة الوحيدة اللاحقة التي تضم أقل من 51 مندوبة هي مسابقة ملكة جمال الولايات المتحدة الأمريكية 1981 بسبب استبعاد ممثلة نيويورك ديبورا فاونتن أثناء التحكيم الأولي.

## النتائج

### المراكز النهائية
| النتائج النهائية                          | المتنافسة |
| ----------------------------------------- | --- |
| ملكة جمال الولايات المتحدة الأمريكية 1966 | - كاليفورنيا - ماريا ريميني |
| الوصيفة الأولى                            | - كونيتيكت - بات دين |
| الوصيفة الثانية                           | - إنديانا - إيلين ريتشاردز |
| الوصيفة الثالثة                           | - داكوتا الشمالية - جودي سلايتون |
| الوصيفة الرابعة                           | - فلوريدا - راندي بيرد |
| أفضل 15                                   | - أريزونا - روكسان نيلي - مقاطعة كولومبيا - سو كاونتس - هاواي - جوديث وولسكي - ماريلاند - روزلين زيتر - ماساتشوستس - نانسي براكيت - نيويورك - نانسي سيلف - أوهايو - كارين ديتز - تينيسي - ماري سميث - تكساس - دوروثي بيكنز - يوتا - دينيس بلير |

## المتسابقات
قائمة الولايات والمندوبات المشاركات في مسابقة ملكة جمال الولايات المتحدة الأمريكية 1966:
| - ألاباما - سوزان سكوت - ألاسكا - إليريتا بلاكينسوب - أريزونا - روكسان نيلي - أركنساس - بيجي جونز - كاليفورنيا - ماريا ريميني - كولورادو - كيم كيلي - كونيتيكت - بات دين - ديلاوير - جاكلين كالازينسكاس - مقاطعة كولومبيا - سو كاونتس - فلوريدا - راندي بيرد - جورجيا - فلورا جودارد - هاواي - جوديث وولسكي - إلينوي - شيريل سيتسر - إنديانا - إيلين ريتشاردز - آيوا - جانيس ميراس - كانساس - بات رافينسكروفت - كنتاكي - جينيفر بورشام - لويزيانا - تانيا بكنيل - مين - سوزان بارتاش - ماريلند - روزلين زيتر - ماساتشوستس - نانسي براكيت - ميشيغان - كاثلين بلاسكاك - مينيسوتا - باتريشيا تاتشر - مسيسيبي - جين ساذرلاند | - ميزوري - مارثا تايلور - مونتانا - كارول بوتشر - نبراسكا - كارين واينفورتنر - نيفادا - ماري مارتن - نيوهامبشير - إيلين براندت - نيوجيرسي - جو آن فرانشي - نيومكسيكو - سوزان فرانز - نيويورك - نانسي سيلف - كارولاينا الشمالية - بريندا موي - داكوتا الشمالية - جودي سلايتون - أوهايو - كارين ديتز - أوكلاهوما - ميلفا براون - أوريغون - شارون جيريتز - بنسيلفانيا - باربرا ليفيت - رود آيلاند - باربرا ويليامز - كارولاينا الجنوبية - جوسلين ألاري - تينيسي - ماري مارجريت سميث - تكساس - دوروثي بيكنز - يوتا - دينيس بلير - فيرمونت - بيجي إيكرت - فيرجينيا - بيفرلي جونسون - واشنطن - ساندرا كارليل - فيرجينيا الغربية - أنيت بيري - ويسكونسن - جانيت دريسكول - وايومنغ - ليندا ليفدل |

## روابط خارجية
- موقع ملكة جمال الولايات المتحدة الأمريكية الرسمي